# Marele dodecaedru trunchiat
În geometrie marele dodecaedru trunchiat este un poliedru stelat uniform, cu indicele U37. Are 24 de fețe (12 pentagrame și 12 decagoane), 90 de laturi și 60 de vârfuri. Având 24 de fețe este un icositetraedru neconvex. Un poliedru neconvex are fețe care se intersectează care nu reprezintă laturi sau fețe noi. Doar cele marcate cu sfere aurii sunt vârfuri, iar cele cu linii argintii sunt laturi.
Are simbolul Wythoff 2 5/2 | 5 și simbolul Schläfli t{5,5/2}. Este reprezentat prin diagramele Coxeter–Dynkin .

## Mărimi asociate

### Coordonate carteziene
Are același aranjament al vârfurilor cu un icosaedru trunchiat neuniform, coordonatele carteziene ale vârfurilor sale având lungimea laturii 2 și centrat în origine sunt toate permutările ale
{\displaystyle \left(\,\pm (\varphi -1),\,\pm (\varphi +1),\,\pm (\varphi +1)\,\right).}
precum și toate permutările pare ale
{\displaystyle \left(\,0,\,\pm 1,\,\pm (\varphi +2)\,\right).}
{\displaystyle \left(\,\pm 1,\,\pm {\frac {\varphi }{2}},\,\pm \varphi \,\right).}
unde {\displaystyle \varphi ={\frac {1+{\sqrt {5}}}{2}}} este secțiunea de aur.

### Raza circumscrisă
Raza circumscrisă în funcție de lungimea laturilor a este:
{\displaystyle R={\frac {1}{4}}{\sqrt {34+10{\sqrt {5}}}}\,a\approx 1,876844\,a.}

### Volum
Următoarea formulă pentru volum V este stabilită pentru lungimea laturilor tuturor poligoanelor (care sunt regulate) a:
{\displaystyle V={\frac {11}{4}}\left(5+3{\sqrt {5}}\right)\,a^{3}\approx 32,197561\,a^{3}.}

## Poliedre înrudite
Are în comun aranjamentul vârfurilor cu alte trei poliedre uniforme: marele rombicosidodecaedru neconvex, marele dodecicosidodecaedru și marele rombidodecaedru, precum și cu doi compuși uniformi, compusul de șase prisme pentagonale, respectiv compusul de douăsprezece prisme pentagonale.
| Marele rombicosidodecaedru neconvex | Marele dodecicosidodecaedru       | Marele rombidodecaedru                    |
| Marele dodecaedru trunchiat         | Compus de șase prisme pentagonale | Compus de douăsprezece prisme pentagonale |

Secvență animată de trunchieri de la {5/2, 5} la {5, 5/2}

Acest poliedru este o trunchiere a marelui dodecaedru:
Trunchierea micului dodecaedru stelat arată ca un dodecaedru la suprafață, dar are 24 de fețe, 12 pentagoane de la vârfurile trunchiate și 12 suprapuse (ca pentagrame trunchiate).

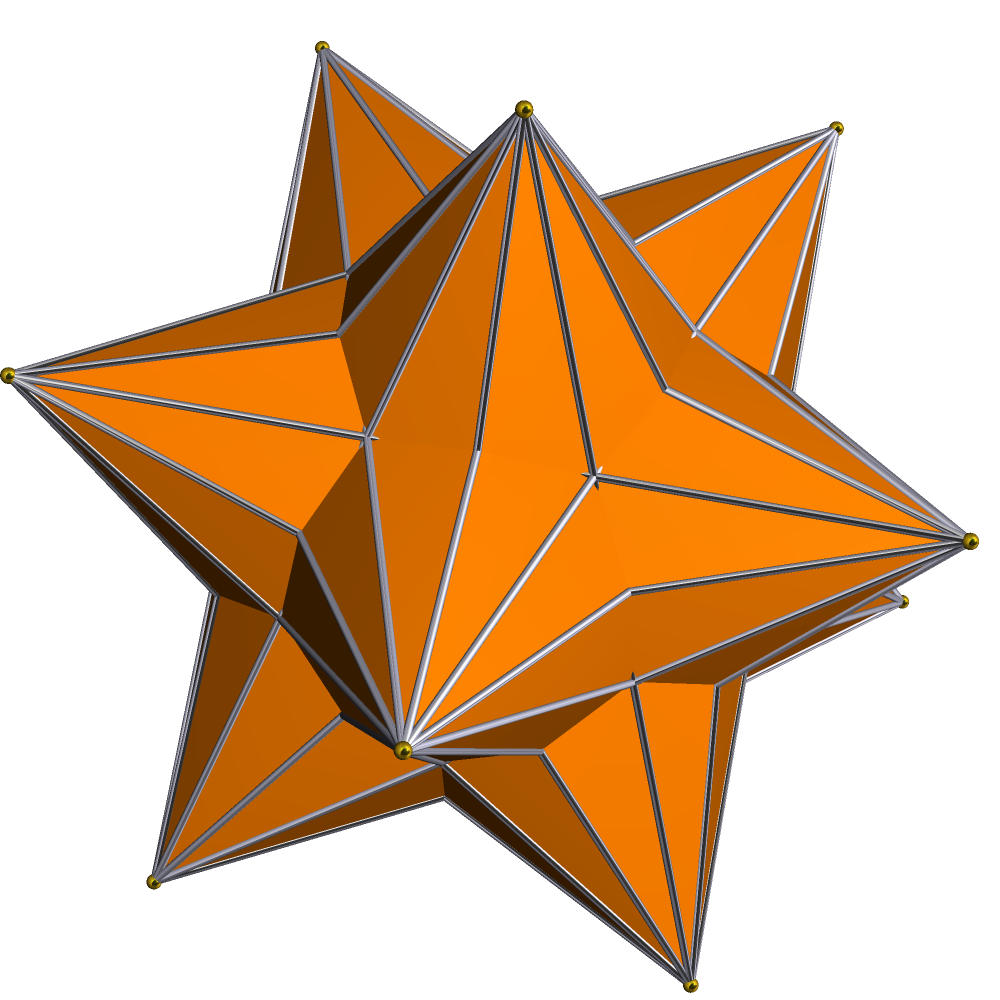
Dual: micul dodecaedru stelapentakis

| Nume                    | Micul dodecaedru stelat | Micul dodecaedru stelat trunchiat | Dodeca- dodecaedru | Marele dodecaedru trunchiat | Marele dodecaedru |
| ----------------------- | ----------------------- | --------------------------------- | ------------------ | --------------------------- | ----------------- |
| Diagramă Coxeter-Dynkin |                         |                                   |                    |                             |                   |
| Imagine                 |                         |                                   |                    |                             |                   |

### Poliedru dual
Dualul său este micul dodecaedru stelapentakis.